# 米澤健
米澤 健（よねざわ たけし）は、日本の総務官僚。内閣府大臣官房審議官や、消防庁次長等を経て、危険物保安技術協会理事長。

## 人物・経歴
岩手県盛岡市出身。岩手県立盛岡第一高等学校を経て、1987年一橋大学法学部卒業、自治省入省。2001年総務省大臣官房秘書課課長補佐。消防庁国民保護・防災部防災課国民保護室長を経て、2008年内閣官房内閣参事官（内閣官房副長官補付）併任。2009年政治資金適正化委員会事務局参事官。2012年辞職、地方公務員共済組合連合会事務局長。2013年消防庁予防課長。
2015年消防庁国民保護・防災部防災課長。2016年兼国民保護・防災部防災課国民保護室長事務取扱。2017年から内閣府大臣官房審議官（防災担当）を務め、災害情報ハブなどの官民連携により対策推進等にあたった。2018年大雪等に係る政府調査団派遣者。2019年消防庁次長。2020年危険物保安技術協会理事長。2022年辞職、三菱UFJトラスト投資工学研究所業務顧問。